# پیمان پاریس (۱۸۱۵)
پیمان پاریس ۱۸۱۵ (انگلیسی: Treaty of Paris) که بنام پیمان دوم پاریس نیز شناخته می‌شود، در ۲۰ نوامبر ۱۸۱۵ پس از شکست و کناره‌گیری دوم ناپلئون بناپارت به امضا رسید. در فوریهٔ آن سال، ناپلئون از تبعید خود در جزیره البا فرار کرده بود. برای شروع صد روز حکومت بازسازی شدهٔ خود، او در ۲۰ مارس وارد پاریس شد. پس از شکست فرانسه به دست ائتلاف هفتم در نبرد واترلو، ناپلئون متقاعد شد که دوباره در ۲۲ ژوئن از سلطنت کناره‌گیری کند. پادشاه لویی هجدهم، که هنگام ورود ناپلئون به پاریس از کشور فرار کرده بود، برای هشتمین بار در ۸ ژوئیه دوباره بر تخت نشست.
پیمان پاریس ۱۸۱۵ شرایط مجازات بیشتری نسبت به معاهدهٔ سال قبل داشت. فرانسه مجبور شد ۷۰۰ میلیون فرانک غرامت بپردازد و مرزهای آن به مرزهای موجود در ۱ ژانویه ۱۷۹۰ کاهش یافت. فرانسه قرار بود پول اضافی را برای تأمین هزینهٔ ایجاد استحکامات دفاعی اضافی که توسط کشورهای ائتلاف همسایه ساخته می‌شد را بپردازد. بر اساس شرایط پیمان، بخش‌هایی از فرانسه باید توسط ۱۵۰٬۰۰۰ سرباز به مدت ۵ سال اشغال شود و فرانسه هزینهٔ آن را بر عهده گیرد. با این حال، اشغال ائتلاف تحت فرماندهی دوک ولینگتون فقط برای سه سال ضروری تلقی شد و نیروهای خارجی در سال ۱۸۱۸ از فرانسه خارج شدند (کنگرهٔ ایکس لا چاپل را ببینید.
علاوه بر پیمان صلح قطعی بین فرانسه و بریتانیای کبیر، اتریش، پروس و روسیه، چهار کنوانسیون دیگر نیز وجود داشت و طرحی که بی‌طرفی سوئیس را تأیید کرد، در همان روز امضا شد.